# I Am... World Tour
I Am... World Tour è il quarto album live e il quinto album video della cantautrice statunitense Beyoncé, pubblicato il 2 novembre 2010 per Parkwood Entertainment, Music World Entertainment e Columbia Records.

## Tracce

### DVD
1. Intro – 1:54
2. Crazy in Love (feat. Jay-Z) – 5:24
3. Naughty Girl – 2:34
4. Tomorrow I Am... Sasha Fierce – 0:40
5. Freakum Dress – 2:47
6. Get Me Bodied – 2:59
7. Smash into You – 3:50
8. Ave Maria – 4:17
9. Broken-Hearted Girl – 3:46
10. If I Were a Boy / You Oughta Know – 5:48
11. Robot – 0:59
12. Diva – 2:52
13. Radio – 2:36
14. Socks & Stilettos – 0:15
15. Ego (feat. Kanye West) – 3:30
16. Hello – 3:39
17. Sasha vs. Beyoncé – 0:54
18. Baby Boy / You Don't Love Me, No No No – 4:27
19. Irreplaceable – 6:02
20. Check on It – 2:14
21. Bootylicious – 0:41
22. Upgrade U – 2:21
23. Video Phone – 2:30
24. Are You Filming Me with That? – 1:02
25. Say My Name – 2:21
26. At Last – 3:53
27. Listen – 3:24
28. Single Ladies Contest – 1:38
29. Single Ladies (Put a Ring on It) – 4:20
30. Halo – 11:44
31. Credits – 3:56

Durata totale: 99:17
Video bonus dell'edizione deluxe
1. Mic and a Light (Documentario) – 23:22

Note
- La sigla di chiusura di Mic and a Light contiene il brano That's Why You're Beautiful by Beyoncé

### CD bonus dell'edizione deluxe
1. Intro – 1:12
2. Crazy in Love (feat. Jay-Z) – 5:24
3. Naughty Girl – 2:34
4. Freakum Dress – 3:11
5. Get Me Bodied – 2:30
6. Smash into You – 3:52
7. Ave Maria – 4:16
8. Broken-Hearted Girl – 3:13
9. If I Were a Boy / You Oughta Know – 5:17
10. Diva – 3:00
11. Radio – 2:04
12. Ego (feat. Kanye West) – 1:55
13. Hello – 3:38
14. Baby Boy – 2:10
15. You Don't Love Me, No No No – 1:49
16. Irreplaceable – 5:04
17. Check on It – 2:09
18. Bootylicious – 0:50
19. Upgrade U – 2:16
20. Say My Name – 2:20
21. At Last – 3:00
22. Listen – 3:22
23. Single Ladies (Put a Ring on It) – 4:23
24. Halo – 6:32
25. Outro – 1:59

Durata totale: 78:00

### Crediti dei campionamenti[6]
- Crazy in Love contiene campionamenti da Déjà Vu di Beyoncé e Jay-Z, Are You My Woman? (Tell Me So) dei The Chi-Lites, I Just Wanna Love U (Give It 2 Me) di Jay-Z, Let Me Clear My Throat di DJ Kool e Pass the Peas di The J.B.'s
- Naughty Girl contiene campionamenti da Love to Love You Baby di Donna Summer
- Ave Maria contiene campionamenti da Carol of the Bells di Mykola Leontovych and Ave Maria di Franz Schubert
- If I Were a Boy / You Oughta Know contiene campionamenti da California Love di 2Pac con Dr. Dre e Roger Troutman
- Robot contiene campionamenti da Sweet Dreams di Beyoncé
- Diva contiene campionamenti da Hovi Baby di Jay-Z
- Sasha vs. Beyoncé contiene campionamenti da Coming to America dei The System e The King's Motorcade di Nile Rodgers
- Bootylicious contiene campionamenti da Edge of Seventeen di Stevie Nicks
- Upgrade U contiene campionamenti da Girls Can't Do What the Guys Do di Betty Wright
- Video Phone contiene campionamenti da Suga Mama di Beyoncé
- At Last contiene campionamenti da Survivor delle Destiny's Child
- Single Ladies (Put a Ring on It) contiene campionamenti da You Make Me Wanna Shout di Doug E. Fresh
- Credits contiene campionamenti da Satellites e Sweet Dreams di Beyoncé